# تپه میشکلان ۴
تپه میشکلان ۴ در شهرستان پل‌دختر، بخش مرکزی، دهستان جایدر، روستای سراب جهانگیر واقع شده و این اثر در تاریخ ۱۸ شهریور ۱۳۸۷ با شمارهٔ ثبت ۲۳۲۴۲ به‌عنوان یکی از آثار ملی ایران به ثبت رسیده‌است.